# Hep Stars
A Hep Stars egy svéd rockegyüttes, mely 1963-ban alakult Stockholmban. A zenekar 1965 és 1966-ban volt a legsikeresebb. Az együttest az északi országokon kívül is ismerik, köszönhetően Benny Anderssonnak, aki zeneszerzőként és billentyűsként tevékenykedett a zenekarban. Az együttesből kiválva alapította meg Björn Ulvaeusszal a világszerte sikeres ABBA együttest.
A zenekart Christer "Chrille" Pettersson dobos és Lennart "Lelle" Hegland basszusgitáros alapította. A zenekar tagjai Hans Östlund billentyűs, Jan "Janne" Frisk gitáros voltak. Népszerűségük idején Hegland, Pettersson, Frisk és Sven "Svenne" Hedlund énekelt, és Benny Andersson billentyűs hangszereken játszott.

## A kezdetek
Eredetileg a zenekar Quartet Yep-nek nevezte magát. Repertoárjuk a latin zenétől a rockig terjedő különböző zenei stílusokat foglalt magában, annak érdekében, hogy minél több lehetőséget kapjanak a fellépésre. A zenei stílusuk főként Frisk által volt meghatározó, aki a Rock n' Roll  és Pop felé fordította az együttest. A zenekar úgy döntött Frisk  javaslatára, hogy felvegyék a Hep Stars nevet. Az ötlet Bill Haley Razzle Dazzle című dalának egy szövegéből származik. Egy tipikus koncerten négy órás koncerteket adtak. 
Lelle Hegland felkérte Svenne Hedlundot, hogy átmenetileg csatlakozzon a zenekarhoz, és töltse be az énekes szerepét. A zenekar hamar észrevette Hedlund képességeit, mint énekes, és frontember, majd Frisk visszatérése után megosztották a vezető szerepeket a zenekarban, így Frisk inkább a rock dalokat énekelte, míg Hedlund a balladákat. 
1964 nyarán a zenekar kétezer ember előtt lépett fel a 60-as években népszerű stockholmi Nalen klubban. Nagy sikert arattak, és hírnevük szájról-szájra terjedt. Ekkor Heglandnak sikerült meggyőznie Åke Gerhardt-ot az Olga Records kiadótól, hogy a zenekar menedzsere legyen.
Az együttes elő kislemeze a "Kana Kapila" (1964) után Hedlund és Pettersson alapító tagok közötti egyre növekvő feszültségek miatt kénytelen volt elhagyni a csapatot, így az együttes 1964. őszén négyesben lépett fel.
Hedlund időnként más zenekarokban is fellépett. Az egyik ilyen zenekar volt az Elverkets Spelmanslag. Itt találkozott először Benny Anderssonnal, aki mint vendégművész közreműködött a zenekarban. Hedlundot lenyűgözte Benny előadása. Hedlund javaslatára később Andersson meghívást kapott a Hep Starsba, aki korábban olvasott az együttesről, és annak lakókocsijáról, melyet a csapat a turnézás során használt, és megtalálható volt benne az összes stúdióbeli kellék, így bármikor rögzíthettek egy új dalt. 
A zenekar a klasszikus felállása a következő: Sven Hedlund (ének), Jan Frisk (gitár / ének), Benny Andersson (billentyűsök), Lennart Hegland (basszusgitár) és Christer Pettersson (dobok). A rajongók hamarosan beceneveket adtak a tagoknak, úgy mint: Svenne, Janne, Benny, Lelle és Chrille.

## Az áttörés
Az együttes három kislemezt rögzített 6 óra alatt, melyet 1965 márciusában mutatták be a Drop In című műsorban. Áprilisban a "Cadillac", a "Farmer John" és a Tribute To Buddy Holly" című dalaik a rádiós játszási listák élére kerültek. A "Cadillac" és a "Farmer John" című daluk slágerlistás első helyezés volt, míg "Tribute" című daluk az 5. helyig jutott. Hedlund lett a zenekar frontembere, az első igazi popsztár Svédországban, és több magazin címlapjára is felkerültek.
Más svéd zenekarok, mint például a Tages and Shanes nagyrészt saját dalaikkal járták az országot, míg a Hep Starsra több megjegyzést is tettek, hogy csupán feldolgozásokkal lép színpadra. Ez arra ösztönözte Anderssont, hogy próbáljon meg saját dalokat írni a zenekar számára. Szinte lehetetlen volt első körben olyan új dalokat írni, melyek illenek a zenekar repertoárjába. Az első dal a "No Response" volt, mely 3. helyezést ért el a slágerlistán. A zenekar különösen a rockerek körében volt népszerű, akár saját, akár feldolgozásokat adtak elő. 1966-ban 150 koncertet adtak Svédországban. A népszerűség gyorsan növekedett, így a zenekar már Norvégiában, és Finnországban is sikeres volt, így a zenekar ezekben az országokban is fellépett.
A Natt Jag Drömde " a " Last Night I Had A Strangest Dream " svéd változata hatalmas siker volt az országban. A folk stílusú dal zavart okozott a rock orientált rajongók körében, és a zenekar ebben az időben 200 koncertet adott az országban. A 60-as években az ország gazdasági helyzete stagnált, így a zenekart arra kényszerítette, hogy a zenekar stílusa minél változatosabb legyen. 1968-ban Charlotte Walker amerikai énekes csatlakozott a zenekarhoz. Ez a lépés különösen ellent mondott Frisk-nek, aki 1969-ben a csökkenő érdeklődés miatt kilépett a zenekarból. Björn Ulvaeus a Hootenanny Singersből érkezett a zenekarba. A zenekar 1969 augusztusában lépett fel utoljára, majd Andersson, Ulvaeus, Walker és Hedlund is távozott a zenekarból. A zenekar több tagváltáson esett túl, míg Hegland volt az egyetlen eredeti tag, aki a zenekarban maradt.

## Később
Andersson és Ulvaeus részt vett a Hedlund és Walker által létrehozott turnén, melyen Finn Alberth komikus is részt vett, majd ugyancsak Heldund és Walker létrehozta a Svenne & Lotta duót, akik feldolgozták az ABBA Bang A Boomerang című dalát. A duó jelentős sikereket ért el különösen Dániában és Közép-Európában. 
Andersson és Ulvaeus csatlakoztak a Polar Music dalszerzői csapatához, mely később az ABBA megalakulását követően is folytatódott. 
Hosszas kihagyás után Frisk, Hegland és Pettersson a Gummibandet zenekarral három albumot jelentetett meg a 70-es években. Az 1980-as években a 60-as évek nosztalgiahulláma söpört végig Svédországon, és a tagok a Hep Stars újraegyesítéséről tárgyaltak. Benny Andersson helyét Benneth Fagerlund vette át, majd 1990-ben Hegland kilépett, akit Fagerlund követett néhány évvel később.
A zenekar megalakulásának 40. évfordulója alkalmával megjelent a Cadillac Madness (40 years 40 hits 1964-2004) című válogatás, melynek alkalmából újra felvettek néhány korábbi dalt, valamint néhány új dal is született. Jan Frisk, Charlotte Walker és Sven Hedlund alkalmanként koncertet is ad vendég zenészekkel Hep Stars néven.

## Diszkográfia

### Stúdióalbumok
- 1965: We and Our Cadillac
- 1965: Hep Stars on Stage
- 1966: The Hep Stars
- 1967: Jul med Hep Stars
- 1968: Songs We Sang 68
- 1968: It's Been a Long Long Time
- 1969: På Svenska
- 1970: Again
- 1971: California Maiden
- 1977:  ...Ur Spindelväv Och Damm
- 1978: Music Shop
- 1989: Act II

### Kislemezek
- 1964: "Kana Kapila" / "I Got a Woman"
- 1965: "A Tribute to Buddy Holly" / "Bird Dog"
- 1965: "If You Need Me" / "Summertime Blues"
- 1965: "Donna" / "Farmer John"
- 1965: "Cadillac" / "Mashed Potatoes"
- 1965: "Bald Headed Woman" / "Lonesome Town"
- 1965: "No Response" (Andersson) / "Rented Tuxedo"
- 1965: "So Mystifying" / "Young & Beautiful"
- 1965: "Should I" / "I'll Never Quite Get Over You"
- 1966: "Sunny Girl" (Andersson) / "Hawaii"
- 1966: "Wedding" (Andersson-Hedlund) / "When My Blue Moon Turns to Gold Again"
- 1966: "I Natt Jag Drömde" (Swedish version of "Last Night I Had the Strangest Dream" Swedish lyrics Cornelis Vreeswijk) / "Jag Vet"
- 1966: "Consolation" (Andersson) / "Don't"
- 1966: "The Music Box" / "Wedding"
- 1966: "Let It Be Me" / "A Flower in My Garden"
- 1967: "Malaika" / "It's So Nice to Be Back"
- 1967: "Christmas on My Mind" / "Jingle Bells"
- 1967: "Mot Okänt Land" / "Någonting Har Hänt"
- 1967: "She Will Love You" (Andersson-Hedlund) / "Like You Used to Do" (Andersson-Hedlund)
- 1968: "It's Been a Long Long Time" / "Musty Dusty"
- 1968: "Det Finns En Stad" / "Sagan Om Lilla Sofi"
- 1968: "Lady Lady" / "Sunny Girl"
- 1968: "Let It Be Me" / "Groovy Summertime"
- 1968: "I Sagans Land" / "Tända På Varann"
- 1968: "Komm Little Thom" / "Die Spieluhr"
- 1968: "Holiday for Clowns" / "A Flower in My Garden"
- 1969: "Speleman" (Andersson-Ulvaeus) / "Precis Som Alla Andra" (Andersson-Ulvaeus)
- 1969: "Tallahassee Lassie" / "Som I En Saga"
- 1969: "Holiday for Clowns" / "A Flower in My Garden"
- 1969: "Boy" / "Venus"
- 1969: "Speedy Gonzales" / "Är Det Inte Kärlek, Säg"
- 1969: "Little Band of Gold" / "Another Day"
- 1970: "Blue Suede Shoes" / "Nere På Hörnet (Down on the Corner)"
- 1970: "Mademoiselle Ninette" / "By Tomorrow"
- 1971: "Carolina" / "Ten Years Later"
- 2004: "Love Is Coming Back"

A  Cadillac Madness – den otroliga berättelsen om Hep Stars  című könyvet egy 1966-67-es kiadatlan 4 dalból álló CD-lemezen jelentették meg.
- 1. 1966: Someday Someone (Andersson-Hedlund) – Band version
- 2. 1966: Rag Doll (Bob Crewe-Bob Gaudio)
- 3. 1966: Someday Someone – Spinett version
- 4. 1967: Massa's Mess (Benny Andersson, Lennart Fernholm, Jan Frisk, Christer Pettersson)

### Válogatások
| Év   | Album                                             | Slágerlistás helyezés (SWE) | Díjak, jelölések |
| ---- | ------------------------------------------------- | --------------------------- | ---------------- |
| 1967 | Oh! The Hep Stars                                 | –                           |                  |
| 1970 | How It All started                                | –                           |                  |
| 1970 | Hep Stars Bästa                                   | –                           |                  |
| 1974 | Hep Stars Bästa Del 1                             | –                           |                  |
| 1975 | Golden Hits                                       | –                           |                  |
| 1978 | Bästa 2                                           | –                           |                  |
| 1982 | Hep Stars, 1964–69!                               | –                           |                  |
| 1995 | Jukebox Hits                                      | –                           |                  |
| 1995 | Bästa                                             | –                           |                  |
| 2001 | Jul Med Hep Stars                                 | –                           |                  |
| 2001 | The Collection                                    | –                           |                  |
| 2002 | Klassiker                                         | –                           |                  |
| 2004 | Cadillac Madness (40 Years – 40 Hits – 1964–2004) | 9                           |                  |
| 2012 | Original Album Serien                             | 40                          |                  |
| 2014 | 50th Anniversary (1964–2014)                      | 45                          |                  |
| 2015 | Like We Used To: The Anthology 1965–67            | –                           |                  |

## Benny Andersson által írt dalok
- 1. "No Response" (Benny Andersson)
- 2. "Sunny Girl" (Benny Andersson)
- 3. "Consolation" (Benny Andersson)
- 4. "Sound of Eve" (Benny Andersson)
- 5. "Isn't It Easy To Say (Benny Andersson & Björn Ulvaeus)
- 6. "Lady Lady (Benny Andersson)
- 7. "Wedding (Benny Andersson & Svenne Hedlund)
- 8. "She Will Love You" (Benny Andersson & Svenne Hedlund)
- 9. "Like You Used to Do" (Benny Andersson & Svenne Hedlund)
- 10. "It's Nice To Be Back" (Benny Andersson)
- 11. "Sagan om lilla Sofi" (Benny Andersson & Lars Berghagen)
- 12. "Flower in My Garden" (Benny Andersson & Björn Ulvaeus)
- 13. "Suddenly Tomorrow is Today" (Benny Andersson & Lars Berghagen)
- 14. "Songs We Sang" (Benny Andersson & Lars Berghagen)
- 15. "It's Been a Long Long Time" (Lars Berghagen & Benny Andersson)
- 16. "Speleman" (Benny Andersson & Björn Ulvaeus & Cornelis Vreeswijk)
- 17. "Precis som alla andra" (Benny Andersson & Björn Ulvaeus)

A The Hep Stars (1966) album valószínűleg az ABBA előtti időszakra hasonlít, és leginkább kapcsolódik hozzá. Az Andersson által írt Is't It Easy To Say című dal az első közös kompozíció Ulvaeusszal, aki a Hootenanny Singersből érkezett, és főleg svéd nyelven énekelt. Ugyanezen az albumon volt egy másik dal a "No Time" melyet egyedül Ulvaeus írt. Ezt a dalt a Hootenanny Singers akusztikus változatban rögzítette. Andersson és Ulvaeus két dalt is írt a Hep Stars På Svenska című albumára. A "Speleman" és a "Precis Som Alla Andra" valamint a "Flover in my Garden" a Song We Sang című albumon jelent meg.

## Külső hivatkozások
- Hep Stars, 1964-1969, EMI Svenska AB/Olga 7C1 38-35956/7, double album liner notes
- Carl Magnus Palm, ABBA, ISBN 978-952-01-0260-9
- Dan-Eric Landen, Carl Magnus Palm, Cadillac Madness, den otroliga berättelsen om Hep Stars, Premium Publishing, 2004, ISBN 91-89136-04-7 (Svéd nyelven).
- Jake Nyman, Onnenpäivät Suomen, Englannnin ja USA: n suosituimmat levyt vuosina 1955-1965, ISBN 951-9287-25-6 (Finn nyelven).
- discogs.com